# Várzea Alegre
Várzea Alegre é um município brasileiro do estado do Ceará, localizado na região do Cariri. O município está a 91 km da cidade de Juazeiro do Norte, a 34 de Farias Brito e a apenas 57 km da cidade de Iguatu. Segundo o IBGE Cidade, é atualmente o maior produtor de arroz do Ceará, também se destaca na produção de leite e no setor de serviços, Várzea Alegre está na lista dos 47 municípios mais populosos do Estado, sua área é de 835,706 km² e o município abrange os distritos de Calabaça, Canindezinho, Ibicatu, Naraniú e Riacho Verde.

## História
São poucos os dados alusivos aos primórdios da colonização de Várzea Alegre. Sabe-se, entretanto, que os pioneiros exploradores da região, em suas perigosas caminhadas rumo ao Cariri, onde o Crato era ponto de convergência que atraía todos, deitaram os olhos sobre aquele vale, apelidando-o logo e para sempre de Várzea Alegre. Ressalta-se que Várzea Alegre é um dos poucos municípios do Ceará que nunca mudou de nome.[carece de fontes?]
O município de Várzea Alegre foi criado pela Lei Provincial Nº 1.329, de 10 de outubro de 1870, sendo desmembrado do município de Lavras da Mangabeira. Sua instalação ocorreu em 2 de março de 1872 e extinto pelo Decreto Nº 193, de 20 de maio de 1931, quando o seu território ficou anexado ao município de Cedro, mas foi restaurado pelo Decreto Nº 1.156, de 4 de dezembro de 1933.
A freguesia foi criada pela lei 1.076, de 30 de novembro de 1863, desmembrada de Lavras da Mangabeira e sob invocação de São Raimundo Nonato, o seu patrimônio constava de 400 braças de terra em quadrado, doadas em 19 de outubro pelo Major Joaquim Alves Bezerra, sua mulher e outros mais. Segundo a tradição, a Igreja de São Raimundo Nonato foi construída pelos filhos de Raimundo Bezerra, conhecido por “Papai Raimundo”. O nome de Várzea Alegre foi oficializado pela lei nº 1.329 de 1870, que tem origem na planície ou várzea, onde está situada a cidade. Várzea Alegre destaca-se no cenário cultural do país como a “Terra dos Contrastes”, nome que ostenta fatos inúmeros que se misturam como marcos de conquistas valiosas.
A paróquia local, criada no dia 30 de novembro de 1863, sendo seu primeiro vigário o Padre Benedito de Sousa Rego, é devota de São Raimundo Nonato.

## Política
A administração municipal localiza-se na sede: Várzea Alegre. O atual prefeito da cidade é José Helder Máximo de Carvalho, do MDB.

## Geografia
Município distante 467 km de Fortaleza, com área de 81.120 ha, ou seja, 811,20 km². Ocupa o 9º lugar no Estado no ranking da renda per capita, com o valor anual de R$ 525,85 por habitante, e sua população, conforme estimativas do IBGE de 2021, era de 41 078 habitantes.
Dada a alta concentração de renda, a per capita significa que mais de 50% da população deve sobreviver com renda mensal inferior a meio salário mínimo.
O município tem uma densidade demográfica de 42,95 habitantes por km², com uma crescente taxa de urbanização atualmente da ordem de 55,30%, perfazendo 19.268 habitantes na sua zona urbana.
Limita-se ao norte com o município de Cedro; ao sul com Caririaçu e Granjeiro; a leste com Cedro e Lavras da Mangabeira, e a oeste com Farias Brito e Cariús.
Localizado a 6º (graus), 47 minutos e 20 segundos de Latitude Sul e 39º (graus), 17 minutos e 45 segundos de Longitude Oeste, tem temperatura média de 26 a 28 °C.
Sua divisão político-administrativa registra a existência de 05 distritos: Calabaça, Canindezinho, Riacho Verde, Naraniu e Ibicatu, além do Distrito Sede.
Várzea Alegre tem suas condições climáticas caracterizadas pelo semi-árido, com pluviosidade média de 965,3mm anual.
Constam no município as seguintes rodovias: BR-230 e CE-060. A rede rodoviária municipal tem 1.019 km, interligando todos os distritos e localidades rurais. São 110 km de estradas asfaltadas, 39 km de estradas vicinais e 870 km de estradas carroçais.
O potencial de seus recursos naturais compreende o solo, a água e a vegetação bastante favoráveis ao desenvolvimento no setor agropecuário, apesar de que ao longo do tempo, vem sofrendo um processo de degradação contínua.
Embora 79% de suas 1.512 propriedades rurais sejam constituídas de minifúndios com área inferior a 50 ha, e conte apenas com 07 (sete) áreas superiores a 1.000 ha, suas terras outrora férteis e produtivas, estão esgotadas, uma vez que o município nunca pôde contar com uma Política de Recuperação de solos e constantemente vê-se assolado pela seca, o que obriga a população a procurar sobrevivência nas áreas urbanas.

## Subdivisões

### Distritos
O município de Várzea Alegre foi criado pela Lei Provincial Nº 1.329, de 10 de outubro de 1870, sendo desmembrado do município de Lavras da Mangabeira.
Em divisão territorial datada de 1872, o Município de Várzea Alegre aparece dividido em 3 distritos: "Distrito de Jacú", "Distrito de Cedrinho" e "Distrito Sede - (Sede da Cidade)".
Em 1916, a linha de ferro que ligava Lavras da Mangabeira a Crato, trouxe progresso para a "Vila de Cedrinho" que acabou se emancipando, se tornando "Município de Cedro" em 1920.
Então o "Distrito de Jacú" passa a se chamar "Distrito de Candeias" em homenagem a padroeira do lugar, "Nossa Senhora das Candeias" e é desmembrado de Várzea Alegre, sendo anexado ao recém criado Município de Cedro. Sendo assim, Várzea Alegre nesse mesmo ano ficou com apenas o Distrito Sede do Município. (Conforme Descrito no Livro: "A História do Antigo Jacú", de Maria Gonçalves da Costa, residente do Distrito de Candeias). Foi quando em 1933, quase 13 anos depois de ficar apenas em um Distrito, é aprovada a lei de criação de 2 novos distritos para o Município, "Distrito de Naraniú" e "Distrito de Riacho Verde".
Em 1938 são criados mais dois distritos, "Distrito de Calabaça" e "Distrito de Ibicatu".
Em 1951 é criado o "Distrito de Canidezinho".
Pela lei estadual n°6.952 de 19/12/1963, é desmembrado do município de Várzea Alegre, o "Distrito de Calabaça", que tem sua emancipação política criada, passando a se chamar: "Município de São Francisco Salviano". Após 2 anos, no ano de 1965, o regime ditatorial que tomou poder no Brasil, decretou a extinção de alguns municípios com baixa população, entre eles estava o Município de "São Francisco Salviano", que teve sua prefeitura extinta, e volta a categoria de Distrito, passando a se chamar novamente de "Distrito de Calabaça", tendo seu território anexado novamente ao Município de Várzea Alegre.
Atualmente o município é dividido em cinco distritos:
1. Calabaça
2. Canidezinho
3. Naraniu
4. Ibicatu
5. Riacho Verde

### Bairros
Várzea Alegre é formada por 23 bairros na sede do município:
- Centro
- Cohab
- Garden Ville
- Doca de Sousa
- Riachinho
- Dona Rosinha
- Patos
- Zezinho Costa
- Alto da Prefeitura
- Varjota
- Quatro Bocas
- Alto do Tenente
- Juremal
- Major Joaquim Alves
- Vila Peri
- Sanharol
- Varzante
- Praça Santo Antônio
- Betânia
- Grossos
- Serrinha
- Buenos Aires
- Melosas

## Clima
Com relação aos seus aspectos físicos, destaca-se o seu clima quente ao norte e mais ameno a medida que se aproxima do sul na divisa com a mesorregião do Sul Cearense. A temperatura varia sempre entre 27 °C sendo que seu período chuvoso inicia-se geralmente em janeiro, estendendo-se até o mês de junho. Dessa forma não apresenta variações climáticas consideráveis.
Entre as calamidades públicas, registra-se em alguns períodos a presença da estiagem. Porém, podem ocorrer períodos de chuvas intensas que causam estragos, alagamantos e rompimentos de vias, como as registradas em março e abril de 2022. 

## Hidrografia
Os principais cursos d´água existentes são os riachos do Machado, São Miguel e Riacho do Meio com seus afluentes Mocotó, Caiana, Feijão e Umari dos Carlos, banhando todo o território, servindo de limites naturais entre os Municípios de Cedro e Lavras da Mangabeira.
Constituem-se recursos hídricos, complementando a rede hidrográfica do município as seguintes bacias:
- Principais açudes: Coité, Caraíbas, Riacho Verde, Lagoa Seca, Vacaria, Mameluco, do Brejo, Olho D’Água e Ubaldinho.
- Principais barragens: Fortuna e Cachoeira Dantas.
- Principais lagoas: Lagoa de São Raimundo, Lagoa de Iputi, Lagoa dos Nunes, Lagoa de Dentro.

## Filhos ilustres
- Antônio Batista Vieira.

## Cultura
Os principais eventos culturais são:
- Festa da Co-Padroeira - Nossa Senhora das Mercês (Janeiro)
- Carnaval de Várzea Alegre
- Semana Santa
- Festa de São João Batista - Padroeiro do Distrito de Riacho Verde (Junho)
- Mês Mariano dedicado a Nossa Senhora de Fátima em sua capela no Bairro Riachinho (Maio)
- Festas Juninas (Junho)
- Festa de São Caetano - Padroeiro do Distrito de Naraniú (Agosto)
- Festa do Padroeiro de Várzea Alegre, São Raimundo Nonato (Agosto)
- Festa de São Francisco, Padroeiro do Distrito de Calabaça (Outubro)
- Festa de São Francisco - Padroeiro do Distrito de Canindezinho (Outubro)
- Semana do município (Outubro)
- Festa da Nossa Senhora da Conceição, Padroeira do Distrito de Ibicatu (Novembro)
- Natal da Paz (dezembro)